# Lord of the Thighs
A Lord of the Thighs egy dal az amerikai Aerosmith együttes 1974-ben megjelent Get Your Wings című albumáról. A dalt az énekes Steven Tyler szerezte. Joey Kramer az együttes dobosa megjegyezte, hogy a koncertek alkalmával ezt a dalt szereti a legjobban eljátszani. Tyler szerint a szám címe tőle származik, míg Kramer is azt szokta nyilatkozni, hogy ő nevezte el a számot. Megjelenése óta folyamatosan szerepel a koncertprogramban.

## Története
A dal a stúdiómunka utolsó pillanatában született meg a New York-i Record Plant stúdió C felvevőhelyiségében, mivel az albumra még meg kellett írniuk egy számot. A dal szövege az együttes prostituáltakat sem nélkülöző éjszakai életvitelét örökíti meg. A cím (A combok ura) irodalmi utalás William Golding regényére a Lord of Fliesra (A legyek ura). A dalban hallható zongoratémákat Tyler játszotta fel. Joey Kramer dobbevezetője nagymértékű hasonlóságot mutat az egy évvel később kiadott Walk This Way elejére. A szám a koncertek dallistáján sokszor csak Thighs-ként van rövidítve.
A szám szövege tele van kétértelmű utalásokkal, és hangulatilag sötétebb megközelítésű lett, mint a korábbi dalaik. Kramer dobjátéka a funky stílusjegyeit hordozza magán, de Brad Whitford gitárjátékát is a legjobban sikerült pillanatai közé szokás sorolni.
A dal koncertverziója helyet kapott olyan kiadványokon, mint a Live! Bootleg, és a Classics Live I. Ezenkívül felkerült a Gems című válogatásalbumra is. Az élő előadások során hosszú idő után 2005-ben és 2006-ban vették elő újra a Rockin' the Joint Tour és a Route of All Evil Tour turnékon. A koncerteken általában hosszabb, hét-nyolc perc feletti szokott lenni, ahol Joe Perry jellemzően slidegitáros témákkal is kibővíti a dalt.
A dalt 1993-ban feldolgozta a The Breeders alternatív rock együttes. Ezenkívül Whitfield Crane énekes és a Mystik nevű heavy metal együttes is feldolgozta.
A dal felhangzott a Grand Theft Auto: The Lost and Damned nevű PC-s videójátékban is.